# Kreisliga Thüringen
Die Kreisliga Thüringen war eine der obersten Fußballligen des Verbandes Mitteldeutscher Ballspiel-Vereine (VMBV). Sie wurde 1918 ins Leben gerufen und bestand bis 1923. Der Sieger qualifizierte sich für die Endrunde der mitteldeutschen Fußballmeisterschaft.

## Überblick
Bereits ab der Spielzeit 1916/17 waren die Meister der in Thüringen befindlichen Gauligen nicht mehr direkt für die mitteldeutsche Fußballmeisterschaft qualifiziert, sondern spielten zuerst untereinander die Thüringer Fußballmeisterschaft aus. Nur dieser Sieger nahm dann an der mitteldeutschen Fußballendrunde teil. 1918/19, also bereits eine Spielzeit eher als die restlichen Kreisligen, wurde die Kreisliga Thüringen als oberste Spielklasse aus den Gauen Kyffhäuser, Gauliga Nordthüringen, Osterland, Ostthüringen, Wartburg und Westthüringen gebildet. Ursprünglich sollte ebenfalls der Gau Saale-Elster Bestandteil des Kreises Thüringen werden, dieser protestierte jedoch erfolgreich gegen die Verbandsentscheidung und blieb 1918/19 selbständig. Die Kreisliga startete mit acht teilnehmenden Mannschaften (vier aus Nordthüringen, zwei aus Ostthüringen und zwei aus Wartburg). Zur Spielzeit 1919/20 schloss der VMBV im Verbandsgebiet dann auch die restlichen Gaue zu weiteren Kreisligen zusammen.
Der Grund für den Zusammenschlusses mehrere Gauligen zu Kreisligen ist vor allem im durch die zahlreichen Ligen verwässerten Spielniveau zu suchen. Der VMBV wollte mit der Zusammenlegung die Spielstärke erhöhen. Dies wurde jedoch im Gau Thüringen besonders konterkariert, bereits in der Spielzeit 1921/22 gab es zwei Staffeln mit je sieben Mannschaften. In der Folgesaison wurden in der Kreisliga Thüringen gar vier Staffeln mit insgesamt 26 Mannschaften gebildet, was nahezu dem Stand vor der Gründung der Kreisliga entspricht. Grund hierfür waren die Fahrtzeiten und Fahrtkosten der einzelnen Vereine, die sich durch die Zusammenschlüsse mehrerer Gaue erhöht hatten. Zur Spielzeit 1923/24 wurden daher die Kreisligen wieder abgeschafft, fortan bildeten erneut die zahlreichen Gauligen die ersten Spielklassen innerhalb es VMBVs.
Zweimaliger Kreismeister ist der SC Erfurt, der die beiden ersten Spielzeiten gewinnen konnte. Lokalrivale SpVgg Erfurt erreichte 1922 die Kreismeisterschaft. Der aus dem südthüringischen Gau kommende VfB 07 Coburg kam 1921 zuMeisterschaftsehren. Die letzte ausgespielte Kreismeisterschaft sicherte sich der aus dem Gau Wartburg stammende SV 01 Gotha. In den mitteldeutschen Fußballendrunden konnten die Kreismeister Thüringens hingegen keine Erfolge feiern. Beste Platzierung in der ab 1920 im Rundenturnier ausgetragenen Endrunde war der dritte Platz vom SC Erfurt in der Saison 1919/20.

## Meister der Kreisliga Thüringen 1919–1923
| Jahr    | Kreismeister Thüringen | Abschneiden mitteldt. Meisterschaft a | Mitteldeutscher Meister     |
| ------- | ---------------------- | ------------------------------------- | --------------------------- |
| 1918/19 | SC Erfurt              | Halbfinale                            | Hallescher FC 1896          |
| 1919/20 | SC Erfurt              | 3/6                                   | VfB Leipzig                 |
| 1920/21 | VfB 07 Coburg          | 4/7                                   | FC Wacker Halle             |
| 1921/22 | SpVgg Erfurt           | 6/7                                   | SpVgg 1899 Leipzig-Lindenau |
| 1922/23 | SV 01 Gotha            | Viertelfinale                         | SV Guts Muts Dresden        |

## Rekordmeister
Rekordmeister der Kreisliga Saale ist der SC Erfurt, der den Titel zweimal gewinnen konnte.
|  | Verein        | Titel | Jahr             |
|  | ------------- | ----- | ---------------- |
|  | SC Erfurt     | 2     | 1918/19, 1919/20 |
|  | VfB 07 Coburg | 1     | 1920/21          |
|  | SpVgg Erfurt  | 1     | 1921/22          |
|  | SV 01 Gotha   | 1     | 1922/23          |

## Ewiga Tabelle
Berücksichtigt sind alle überlieferten Spielzeiten der erstklassigen Kreisliga Thüringen von 1918 bis 1923 inklusive der 1921/22 und 1922/23 stattfindenden Finalspiele zwischen den Staffelsiegern. Aus der Spielzeit 1918/19 sind nur die Teilnehmer überliefert.
| Pl. | Verein                 | Jahre | Sp. | S  | U | N  | T+  | T-  | Diff. | Punkte | Ø-Pkt. | Titel | Gau           |
| --- | ---------------------- | ----- | --- | -- | - | -- | --- | --- | ----- | ------ | ------ | ----- | ------------- |
| 1.  | SpVgg Erfurt           | 5     | 53  | 39 | 0 | 14 | 162 | 74  | +88   | 78:28  | 1,47   | 1     | Nordthüringen |
| 2.  | SC Erfurt              | 5     | 50  | 32 | 1 | 17 | 105 | 66  | +39   | 65:35  | 1,3    | 2     | Nordthüringen |
| 3.  | 1. SV Jena             | 5     | 51  | 30 | 4 | 17 | 150 | 67  | +83   | 64:38  | 1,25   | 0     | Ostthüringen  |
| 4.  | VfB Erfurt             | 5     | 49  | 29 | 3 | 17 | 107 | 66  | +41   | 61:37  | 1,24   | 0     | Nordthüringen |
| 5.  | SV 01 Gotha            | 5     | 52  | 28 | 3 | 21 | 95  | 98  | −3    | 59:45  | 1,13   | 1     | Wartburg      |
| 6.  | VfB 07 Coburg          | 3     | 39  | 23 | 5 | 11 | 80  | 48  | +32   | 51:27  | 1,31   | 1     | Südthüringen  |
| 7.  | SV Germania Ilmenau    | 3     | 40  | 20 | 4 | 16 | 62  | 73  | −11   | 44:36  | 1,1    | 0     | Nordthüringen |
| 8.  | SC 1912 Zella-Mehlis   | 3     | 38  | 17 | 3 | 18 | 48  | 56  | −8    | 37:39  | 0,97   | 0     | Westthüringen |
| 9.  | SV 1899 Mühlhausen     | 2     | 22  | 9  | 3 | 10 | 32  | 33  | −1    | 21:23  | 0,95   | 0     | Wartburg      |
| 10. | FC Borussia Erfurt     | 5     | 49  | 8  | 5 | 36 | 47  | 117 | −70   | 21:77  | 0,43   | 0     | Nordthüringen |
| 11. | SC 1903 Weimar         | 2     | 11  | 8  | 1 | 2  | 22  | 10  | +12   | 17:50  | 1,55   | 0     | Ostthüringen  |
| 12. | BC Vimaria Weimar      | 3     | 40  | 6  | 2 | 32 | 33  | 113 | −80   | 14:66  | 0,35   | 0     | Ostthüringen  |
| 13. | SpVgg 1908 Jena        | 1     | 10  | 6  | 0 | 4  | 18  | 14  | +4    | 12:80  | 1,2    | 0     | Ostthüringen  |
| 14. | 1. FC 1907 Lauscha     | 2     | 18  | 5  | 1 | 12 | 27  | 47  | −20   | 11:25  | 0,61   | 0     | Südthüringen  |
| 15. | SV Wacker Gotha        | 2     | 10  | 4  | 2 | 4  | 15  | 11  | +4    | 10:10  | 1      | 0     | Wartburg      |
| 16. | VfB Apolda             | 1     | 10  | 4  | 2 | 4  | 11  | 14  | −3    | 10:10  | 1      | 0     | Ostthüringen  |
| 17. | SC Germania Mehlis     | 2     | 18  | 3  | 4 | 11 | 19  | 47  | −28   | 10:26  | 0,56   | 0     | Westthüringen |
| 18. | FC Preußen Langensalza | 1     | 10  | 3  | 3 | 4  | 13  | 22  | −9    | 9:11   | 0,9    | 0     | Wartburg      |
| 19. | SV 07 Neustadt         | 1     | 6   | 4  | 0 | 2  | 12  | 8   | +4    | 8:40   | 1,33   | 0     | Südthüringen  |
| 20. | SC Concordia Gera      | 1     | 10  | 3  | 2 | 5  | 19  | 26  | −7    | 8:12   | 0,8    | 0     | Osterland     |
| 21. | SC 06 Oberlind         | 1     | 6   | 3  | 1 | 2  | 13  | 17  | −4    | 7:50   | 1,17   | 0     | Südthüringen  |
| 22. | MTV 1897 Erfurt        | 1     | 10  | 3  | 1 | 6  | 13  | 17  | −4    | 7:13   | 0,7    | 0     | Nordthüringen |
| 23. | TV 1905 Ilversgehofen  | 2     | 22  | 3  | 1 | 18 | 20  | 81  | −61   | 7:37   | 0,32   | 0     | Nordthüringen |
| 24. | FC 1905 Zella-Mehlis   | 1     | 6   | 2  | 1 | 3  | 10  | 7   | +3    | 5:70   | 0,83   | 0     | Westthüringen |
| 25. | TV 1909 Mehlis         | 1     | 6   | 2  | 1 | 3  | 6   | 7   | −1    | 5:70   | 0,83   | 0     | Westthüringen |
| 26. | SpVgg 1907 Arnstadt    | 1     | 10  | 2  | 1 | 7  | 18  | 18  | ±0    | 5:15   | 0,5    | 0     | Nordthüringen |